# HTC Dream
O T-Mobile G1 (nos Estados Unidos e partes da Europa), ou G1 Mobile, ou HTC Dream (nome mundial), é um aparelho telemóvel produzido pelas fabricantes taiwanesas HTC e T-Mobile, lançado em outubro de 2008, comercialmente como o primeiro a ter o sistema operacional móvel Android, como padrão de fábrica.
O Android é um sistema operacional baseado no Kernel Linux de versão 2.6.25, que foi adquirido e desenvolvido pela Google e a Open Handset Alliance para criar um concorrente, livre com código aberto, a outros sistemas de smartphones da época, tais como: Symbian e BlackBerry.
O HTC Dream recebeu críticas diversas, mas maioritariamente positivas, sendo elogiado pelo seu design de hardware sólido e robusto. A introdução do sistema operacional Android foi recebido com críticas pela falta de algumas funcionalidades e de software de terceiros em relação a plataformas ja existentes, mas ainda assim foi considerado inovador, devido: à sua natureza aberta e flexível, integração da barra de notificações e a barra de status e, integração forte com os serviços do Google.

## Características
O HTC Dream contava com um teclado físico deslizante, pois o sistema Android 1.0 não possuía um teclado virtual. Na parte inferior do teclado havia cinco botões que hoje são representados por ícones: chamada, home, mouse, voltar e, colar.
Um modelo sem conector para fones de ouvido, assim possuía um adaptador na porta USB.
O HTC Dream contava com dimensões de 117.7 x 55.7 x 17.1 mm e peso de 158 gramas. 
Na parte de conectividade é através do WiFi e serviço de localização através do GPS.
Possui processador Qualcomm MSM7201A de 528 MHz, com 192 MB de RAM e 256 MB de armazenamento interno.
Possui uma tela com 3.2 polegadas e resolução de 320 x 480 pixel com 260 mil.